# Шумы космоса
Шумы космоса — шумы теплового излучения Земли и земной атмосферы, а также планет, Солнца, звезд, межзвездной среды и т.д.
По своим характеристикам эти шумы похожи на тепловые шумы, наблюдаются на частотах 15 МГц и выше. Основные источники таких шумов — Солнце, крупные звёздные скопления (в т.ч. центры галактик), квазары. Сюда же относятся радиошумы, возникающие при сгорании метеоров в атмосфере. Реликтовое излучение также относится к космическим шумам.